# Leopold von Lützow
Leopold Wichard Heinrich von Lützow (Berlino, 26 marzo 1786 – Gotha, 27 agosto 1844) è stato un generale prussiano.

## Biografia
Leopold era figlio del maggiore generale prussiano Johann Adolph von Lützow (1748-1819) e di sua moglie, Wilhelmine von Zastrow (1754-1815).
Nel 1803 Leopold von Lützow si unì all'esercito prussiano e combatté contro Napoleone nelle guerre della quarta coalizione del 1806/07. Nel 1809 venne inquadrato come sottotenente di stato maggiore. Il 30 aprile 1809, insieme al fratello Adolf, si unì al 2º reggimento ussari di Brandeburgo al comando del maggiore Ferdinand von Schill. La notizia della rivolta in Assia sotto la guida di Wilhelm von Dörnberg, spinse Schill a ribellarsi all'occupazione francese. Nella battaglia di Dodendorf Adolf von Lützow rimase gravemente ferito, e fu solo grazie al fratello Leopold che venne recuperato, curato e salvato.
Più tardi, tra Schill e Lützow iniziarono degli attriti dal momento che entrambi avevano opinioni diverse sulla strategia militare da applicare negli scontri. A Stralsund, Lützow lasciò il comando delle truppe a Schill in quanto quest'ultimo insistette per difendere la cittadina invece di condurre le sue truppe a Rügen per combattere di nuovo contro Napoleone. Schill venne sconfitto dalle truppe danesi e olandesi unite e morì poi in battaglia.
Lützow si unì a questo punto all'esercito austriaco. Dopo la sconfitta dell'Austria nel 1809 si recò in Spagna e vi combatté dal 1810 all'inizio del 1812 contro l'esercito francese. Con la resa di Valencia il 13 gennaio 1812 venne fatto prigioniero dai francesi, dai quali poi riuscì a fuggire. Viaggiando attraverso la Svizzera, la Germania e la Polonia, giunse fino in Russia. Nel luglio del 1812 raggiunse l'esercito russo a Drissa e venne accettato col grado di tenente colonnello. Prestò servizio nella campagna di Russia contro Napoleone e nelle successive guerre di liberazione nelle file dell'esercito russo. Si distinse nelle prime battaglie e scontri del 1813 tanto che lui (e altri 160 ufficiali russi) furono presentati dal generale russo Wittgenstein al re Federico Guglielmo III di Prussia dal quale venne premiato insieme ad altri 67 con l'Ordine Pour le Mérite.
Nel 1815 si riunì all'esercito prussiano come membro dello stato maggiore del generale Blücher col quale combatté nella battaglia di Ligny e nella battaglia di Waterloo. A Berlino divenne amico di Wilhelm von Humboldt, Carl von La Roche, Friedrich Carl von Savigny e August Neidhardt von Gneisenau. Lützow divenne maggiore generale nel 1829 e capo della scuola di guerra della capitale nel 1834. Nel 1836 gli venne affidato il comando della 9ª brigata di fanteria. Due anni dopo divenne comandante della 9ª divisione e della fortezza di Glogau. Nel 1839 venne promosso tenente generale e nel 1843 divenne governatore militare di Berlino nonché capo della Landgendarmerie. Divenuto cittadino onorario di Glogau, morì a Gotha il 27 agosto 1844.

## Matrimonio e figli
Il 9 aprile 1815 sposò Bertha von La Roche (1793–1830), figlia di Carl Georg von La Roche. Con lei ebbe sette figli, di cui tre morirono in tenera età:
- Sophie (1816-1855), sposò nel 1840 Karl von Richthofen (1811-1888)
- Leo Adolf Marquardt (1817–1891), giudice distrettuale prussiano, sposò nel 1847 Maria von Orville (Marie d'Orville, cantante) (1819–1890)
- Otto (* 1818)
- Mathilde (* 1822)
- Agnes (1825–1826)
- Editha (1828–1830)
- Maximilian (1829–1830)

Dopo la morte della prima moglie, il 6 febbraio 1835 sposò Therese von Richthofen (1816–1839), sorella del germanista Karl von Richthofen (1811-1888), dalla quale ebbe un figlio.
- Kurt Heinrich Karl (1836–1907), maggiore generale prussiano; sposò in prime nozze Margherita di Werder (1840–1872) e in seconde nozze Gertrud von Hoverbeck (1856-?)